# Sainte-Cérotte
Sainte-Cérotte ist eine französische Gemeinde mit 326 Einwohnern (Stand: 1. Januar 2022) im Département Sarthe in der Region Pays de la Loire. Sie gehört zum Arrondissement Mamers und zum Kanton Saint-Calais. 
Sie grenzt im Nordwesten an Écorpain, im Norden an Montaillé, im Nordosten an Saint-Calais, im Südosten an Saint-Gervais-de-Vic, im Süden an Cogners und im Westen an Val d’Étangson mit Évaillé.

## Bevölkerungsentwicklung
| Jahr      | 1962 | 1968 | 1975 | 1982 | 1990 | 1999 | 2008 | 2015 |
| --------- | ---- | ---- | ---- | ---- | ---- | ---- | ---- | ---- |
| Einwohner | 351  | 334  | 295  | 295  | 300  | 314  | 325  | 318  |

## Sehenswürdigkeiten
- Kirche Sainte-Cérotte - Monument historique[1]
- Herrenhaus Manoir de la Chevallerie aus dem 15. Jahrhundert - Monument historique[2]

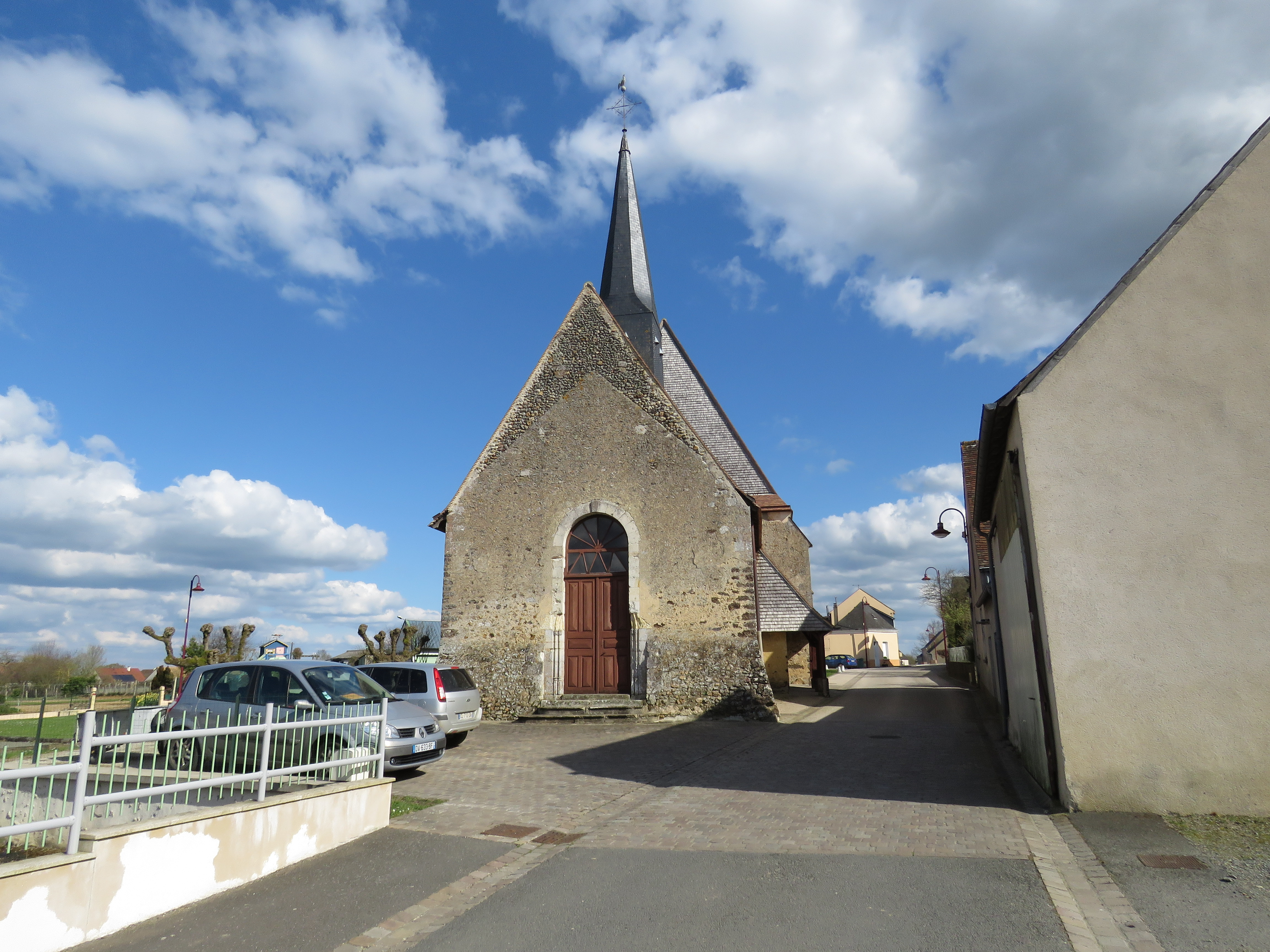
Kirche Sainte-Cérotte
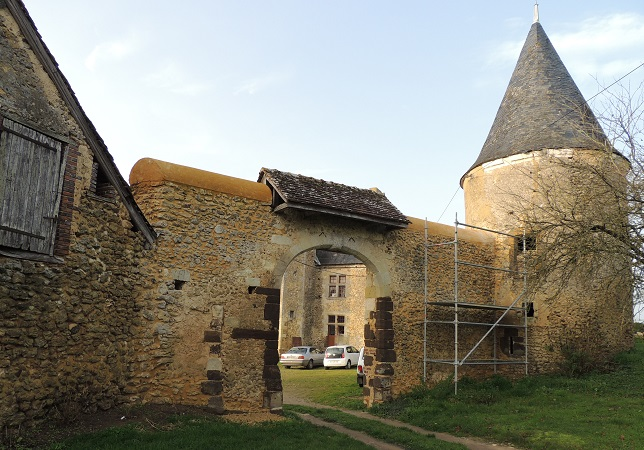
Herrenhaus

## Gemeindepartnerschaft
- Eine Gemeindepartnerschaft besteht mit der deutschen Samtgemeinde Kirchdorf.